# Siegfried Danzke
Siegfried Danzke (1938) è un ex cestista tedesco.

## Carriera
Con la Germania Est ha disputato tre edizioni dei Campionati europei (1959, 1961, 1963).